# Johannes Ernst Köhler
Johannes Ernst Köhler (* 24. Juni 1910 in Meran; † 12. September 1990 in Weimar; auch Johannes-Ernst Köhler) war ein deutscher Organist, Kantor und Hochschullehrer in Weimar.

## Leben
Johannes Ernst Köhler absolvierte seine Ausbildung (1929–1933) in Halle (Saale) und an der Staatlichen Akademie für Kirchen- und Schulmusik Berlin unter anderem bei Hans Chemin-Petit, Fritz Jöde und Wolfgang Reimann. Danach war er 1932/1933 Organist an der Berliner Philharmonie und 1933/1934 an der Pauluskirche in Berlin-Lichterfelde. 1934 wurde er Stadtorganist an der Herderkirche in Weimar. Gleichzeitig erhielt er eine Stelle als Dozent an der dortigen Staatlichen Hochschule für Musik, an der er bis zu seiner Emeritierung 1975 wirkte. Köhler beantragte am 25. Oktober 1937 die Aufnahme in die NSDAP und wurde rückwirkend zum 1. Mai desselben Jahres aufgenommen (Mitgliedsnummer 5.669.744).
Nach dem Zweiten Weltkrieg wurde er Mitglied des Hauptvorstandes der CDU in der SBZ bzw. DDR. Auf seine Anregung werden seit 1946 in Weimar die Bach-Tage durchgeführt.
Am 4. August 1950 wurde im Rahmen der 700-Jahr-Feier der Stadt Weimar zur Eröffnung der Bach-Tage von ihm initiiert die Bach-Stätte in der ehemaligen Schlosskapelle eingeweiht, die, bis sie 1962 politisch gewollt zum Büchermagazin umgebaut wurde, den Raum für die Konzertreihen bot. Insbesondere seine Konzerte an der Orgel der Bachstätte Weimar waren legendär. Ebenfalls 1950 wurde er zum Kirchenmusikdirektor und zum Professor ernannt.
Seine Weimarer Ämter verband er mit Konzertreisen durch Europa und die USA, sowie mit vielen Rundfunk-, Fernseh- und Schallplattenaufnahmen. Er war eine dominierende Organistenpersönlichkeit und insbesondere für seine Virtuosität und Improvisationskunst bekannt.
Sein musikalischer Nachlass befindet sich seit 2007 im Archiv der Hochschule für Musik „Franz Liszt“.

## Schriften
- Johannes-Ernst Köhler: Die Orgelkunst – bedeutender Faktor musikalischen Erlebens. In: Sekretariat des Hauptvorstandes der CDU (Hrsg.): Auftrag und Verantwortung des Künstlers in der entwickelten sozialistischen Gesellschaft. Bericht über die Tagung des Präsidiums des Hauptvorstandes der CDU mit Künstlern am 23. 11. 1973 in Burgscheidungen. [Berlin] 1974, S. 67–71.